# Czernowitzer
Czernowitzer sinónimo : Czernowitzer Zwetsche es una variedad cultivar de ciruelo (Prunus domestica), de las denominadas ciruelas europeas,
una variedad de ciruela, variedad criada en el curso superior del río Prut, un afluente del Danubio, en la parte norte de la región histórica de Bucovina, probablemente surgió de una plántula encontrada en la zona.
Las frutas tienen un tamaño mediano, forma de gota ligeramente alargada, ligeramente asimétrica, con un color de piel azul oscuro y con alguna zona rojo vino oscuro, y pulpa de color blanco opalescente a verdoso, textura firme jugosa y con un sabor especiado, muy aromática, agradable.

## Sinonimia
- "Czernowitzer Zwetsche".[3]

## Historia
Esta variedad es oriunda de la zona de 'Czernowitz' (en ucraniano: Чернівці; [t͡ʃerɲiu̯ˈt͡sʲi] (escucharⓘ)) o Chernovtsy (en ruso: Черновцы) es una ciudad ucraniana y centro administrativo del óblast de Chernivtsí. Situada en el oeste del país, es el centro del raión de Chernivtsí y del municipio (hromada) homónimo. Está ubicada en el curso superior del río Prut, un afluente del Danubio, en la parte norte de la región histórica de Bucovina que actualmente se divide entre Ucrania y Rumania.
'Czernowitzer' es una variedad local de ciruela, probablemente surgió de una plántula encontrada en la zona. Los árboles se criaban tradicionalmente a partir de retoños.

## Características
'Czernowitzer' árbol de porte ancho, de crecimiento medio-fuerte y de buena y regular producción, requiere poco mantenimiento. Requiere ubicación cálida y un suelo nutritivo. Tiene un tiempo de floración que comienza a partir del 11 de abril con el 10% de floración, para el 15 de abril tiene una floración completa (80%), y para el 24 de abril tiene un 90% de caída de pétalos.
'Czernowitzer' tiene una talla de tamaño mediano (peso promedio 38.40 g), de forma de gota ligeramente alargada, ligeramente asimétrica, con la sutura línea clara, ancha pero poco profunda; Epidermis muy recia y fuerte, poca pruina, blanquecina, sin pubescencia, y la piel color azul oscuro y con alguna zona rojo vino oscuro, marcada con numerosos puntos blanquecinos muy pequeños; Pedúnculo de longitud más bien corto a medio (promedio 9.66 mm), grueso, ubicado en una cavidad del pedúnculo pequeña;pulpa de color blanco opalescente a verdoso, textura firme jugosa y con un sabor especiado, muy aromática, agradable.
Hueso suelto no adherido a la pulpa, pequeño, rugoso.
Tiempo  de maduración en la primera quincena de agosto. Los frutos maduran de manera desigual, por lo que es necesario recogerlos paulatinamente.

## Usos
La ciruela 'Czernowitzer' tiene buenas características como ciruela de postre en mesa, y así mismo buenas cualidades para ciruela de usos culinarios.

## Cultivo
La ciruela 'Czernowitzer' es semi autofértil y para su fertilización óptima necesita otro polinizador factible como 'Lützelsachser Frühzwetsche' y 'Zimmers Frühzwetsche'.